# 762 Pulcova
762 Pulcova eller 1913 SQ är en asteroid upptäckt 3 september 1913 av den ryske astronomen Grigorij Neujmin vid Simeizobservatoriet, Krim. Asteroiden har fått sitt namn efter Pulkovo-observatoriet, Sankt Petersburg.

## Måne
En måne upptäcktes 22 februari 2000 av William J. Merline et al vid Mauna Kea. Månen har en diameter på 20 kilometer. Avståndet till Pulcova är 810 km och omloppstiden 4,0 dygn.